# Еськова, Наталия Александровна
Ната́лия Алекса́ндровна Есько́ва (2 января 1930, Москва — 11 февраля 2024, Москва) — советский и российский лингвист. Кандидат филологических наук, ведущий научный сотрудник отдела культуры русской речи ИРЯ имени В. В. Виноградова РАН. Лауреат премии имени А. С. Пушкина (2010).

## Биография
Родилась 2 января 1930 года в г. Москве в семье служащих. В 1947 году по окончании средней школы поступила на факультет русского языка и литературы Московского городского педагогического института им. В. П. Потёмкина. В 1951 году окончила институт и была рекомендована в аспирантуру в том же институте. Её научным руководителем был профессор А. А. Реформатский.
В марте 1955 года в МГПИ имени В. П. Потёмкина защитила диссертацию на соискание учёной степени кандидата филологических наук по теме «Степени сравнения в современном русском литературном языке».
С конца марта 1955 работала преподавателем кафедры русского языка в Башкирском педагогическом институте, куда была направлена по окончании аспирантуры. В этом институте работала до октября 1956, сначала ассистентом, а затем — старшим преподавателем кафедры русского языка, читая, в частности, лекционные курсы по современному русскому языку, исторической грамматике русского языка и введению в языкознание.
В октябре 1956 вернулась в Москву. С ноября 1956 по июль 1958 года работала внештатным сотрудником в секторе культуры речи Института языкознания АН СССР. Параллельно — с января по июль 1957 года — вела занятия по русскому языку со студентами-иностранцами в МВТУ им. Н. Э. Баумана. В июле 1958 года была зачислена на должность младшего научного сотрудника Института русского языка АН СССР в сектор современного литературного языка и культуры речи, которым в то время руководил профессор С. И. Ожегов. В этом Институте проработала до декабря 1973 года, последние годы — под руководством члена-корреспондента АН ССР Р. И. Аванесова.
После конфликта с директором ИРЯ Ф. П. Филиным с 1974 по 1981 годы работала старшим научным сотрудником НИИ «Информэлектро». С 1990 года по конец жизни работала в Институте русского языка имени В. В. Виноградова РАН — ведущий научный сотрудник отдела культуры русской речи.
Автор более 230 научных работ.
Научные интересы: лексикография, морфология, морфонология, фонология, орфография современного русского языка.
Скончалась 11 февраля 2024 от острой сердечной недостаточности. Похоронена на Николо-Архангельском кладбище.

## Основные работы
- Борунова С. Н., Воронцова В. Л., Еськова Н. А. Орфоэпический словарь русского языка: Произношение, ударение, грамматические формы: Около 63500 слов / Под ред. Р. И. Аванесова. — М.: Рус. яз., 1983. — 703 с.
- Хорошо ли мы знаем Пушкина? — М.: Русские словари, 1999. — 119 с.
- Популярная и занимательная филология. — М.: Флинта; Наука, 2004. — 175 с. ISBN 5-89349-686-8
  - То же. — 2-е изд., испр. — М.: Флинта; Наука, 2005. — 175 с.: ил. ISBN 5-89349-686-8
- Лингвистический комментарий к «Орфоэпическому словарю русского языка». — М.: Азбуковник, 2005. — 140 с. ISBN 5-98455-013-X
- Нормы русского литературного языка XVIII—XIX веков: Ударение. Грамматические формы. Варианты слов. Словарь. Пояснительные статьи. — М.: Рукописные памятники Древней Руси, 2008. — 578 с. — (Studia philologica). ISBN 978-5-9551-0279-5
- Избранные работы по русистике: Фонология, морфонология, морфология, орфография, лексикография / Российская акад. наук, Ин-т русского яз. им. В. В. Виноградова. — М.: Языки славянских культур, 2011. — 646 с. ISBN 978-5-9551-0455-3
- Cловарь трудностей русского языка: Ударение. Грамматические формы: Более 12 000 слов / Российская акад. наук, Ин-т русского яз. им. В. В. Виноградова. — М.: Языки славянской культуры, 2014. — 534 с. ISBN 978-5-9906039-4-3

### Статьи
- Еськова Н. А. Об ошибке в тексте «Василия Тёркина» / Наталья Еськова // Вопросы литературы.- № 3 / 2010 (Май — Июнь). — С. 425, 426

## Награды
- Премия имени А. С. Пушкина (2010) — за труд «Нормы русского литературного языка XVIII—XIX вв.: Ударение. Грамматические формы. Варианты слов. Словарь. Пояснительные статьи»